# Islandske krónur
Islandsk króna (flertal: krónur) er møntenheden på Island. ISO 4217-valutakoden er ISK. Den islandske króna er opdelt i aurar (svarende til danske øre), i ental: eyrir. 

## Den første króna, 1874-1981
Danske kroner blev indført på Island i 1874, hvor de erstattede den tidligere danske møntfod, rigsdaler. I 1885 begyndte Island at trykke sine egne pengesedler. Den islandske króna blev adskilt fra den danske krone efter opløsningen af den skandinaviske møntunion ved starten af 1. verdenskrig og Islands selvstændighed fra Danmark i 1918. De første mønter blev udgivet i 1922. 

### Mønter
Islands første mønter var 10- og 25-eyrir-mønter, som blev introduceret i 1922. De blev senere efterfulgt af 1-, 2- og 5-króna-mønter. I 1944 fjernedes det kongelige monogram, idet Island nu var blevet republik og dermed ikke længere var i personalunion med Danmark. Fra 1967 lanceredes nye mønter, idet der skete et betragteligt fald i værdien af krónan. 10 króna-mønter blev lanceret det år, mens 50-eyrir- og 5-króna-mønter kom til i 1969, mens der i 1970 blev lanceret en 50-króna-mønt.

### Pengesedler
De første pengesedler blev udstedt i 1885 af Landssjod Islands og fandtes i værdierne 5, 10 og 50 krónur. I 1904 overtog Íslands Banki produktionen og introducerede 100 króna-sedler. Rikissjod Islands begyndte i 1921 at trykke pengesedler med værdier på 1, 5, 10 og 50 krónur, og i 1929 overtog Landsbanki Íslands udstedelsen af møntenheder på 5 krónur og derover, mens Rikissjod Islands fortsatte med at udstede 1-króna-sedler frem til 1947. Landsbanki Íslands introducerede 500-króna-sedler i 1935 efterfulgt af 25- og 1000-króna-sedler i 1957. Seðlabanki Íslands blev i 1961 Islands centralbank og begyndte at producere sedler i værdierne 10, 25, 100, 500, 1000 og 5000 krónur.

## Den anden króna, 1981-
I 1981 blev den islandske króna devalueret, således at 100 gamle krónur (ISJ) var 1 ny króna (ISK) værd.
Teknisk set bestod krónan stadig af 100 aurar, selv om mønter med en pålydende værdi på under 1 króna i praksis ikke har været i cirkulation i årevis. I september 2002 underskrev Islands daværende premierminister Davíð Oddsson to love, som fastslår, at alle beløb på regninger skal fremgå i hele krónur, og at mønter med en værdi på under 1 króna udgår. 
Island er et samfund, der befinder sig på et højt stade i den teknologiske udvikling. Island er f.eks. et af de lande i verden, der har det højeste computerforbrug pr. indbygger (højere end USA og Storbritannien). Det at landet er så teknologisk veludviklet, spiller også ind på dets monetære system; en meget stor andel af alle transaktioner i Island foregår elektronisk, f.eks. via kreditkort. Det er desuden værd at bemærke, at den største pengeseddel, 5000 króna-sedlen, kun har en værdi på ca. 324 danske kroner (2017). Dette, kombineret med de ekstremt høje priser i Island (en middag på en restaurant i middelprisklassen kan selv uden drikkevarer og dessert let koste mere end 5000 krónur) bevirker, at pengesedlerne ikke udstedes med værdier, der passer til større transaktioner. Island er ved at udvikle sig til at være en økonomi, der i mindre og mindre grad baserer sig på kontanter.[kilde mangler]

### Mønter
I 1981 kom mønter med en pålydende værdi på 5, 10 og 50 aurar samt på 1 og 5 krónur på markedet. De blev efterfulgt af 10-króna-mønter i 1984, 50 krónur i 1987 og 100 krónur i 1995. Fra 1. oktober 2003 accepterer de islandske banker ikke længere de gamle mønter på 5, 10 og 50 aurar. 

### Pengesedler
I 1981 lanceredes pengesedler på 10, 50, 100 og 500 krónur; i 1984 kom 1000-króna-sedler, og i 1986 kom 5000-króna-sedlerne til. I 1994 udkom en ny 2000-króna-seddel. 
Der er ikke længere sedler på 100 krónur og derunder i cirkulation. I 2006 var langt størstedelen af de cirkulerende sedler på 500, 1000 og 5000 krónur. 2000-króna-sedlerne eksisterer, men er aldrig blevet populære blandt lokalbefolkningen, som har døbt dem "turistpenge".

## Krónans status i dag
Island fremstår som en fuldgyldig europæisk nation, som er baseret på den typiske skandinaviske velfærdsmodel. Island deltager i mange fælles europæiske aftaler, inklusive Schengen-samarbejdet, som tillader fri bevægelighed mellem de fleste vesteuropæiske lande. Men Island er ikke medlem af EU og bruger således heller ikke euro.
Den islandske króna var tidligere fuldt konvertibel, men dette har ikke været tilfældet siden 2008 pga. den islandske banksektors krise som følge af Icesave-skandalen og kollapset af flere af Islands største banker. Valutakurser for islandske krónur noteres derfor ikke længere af Danmarks Nationalbank og mange andre centralbanker. Sidste gang Danmarks Nationalbank opgjorde valutakursen for islandske krónur var i december 2008. I årene indtil da var udbuddet af islandske krónur strengt styret af den islandske nationalbank med en høj grad af volatilitet, ikke kun i forhold til amerikanske og canadiske dollars, men også i forhold til de øvrige nordiske valutaer svenske kroner, norske kroner, danske kroner og euro. I første halvdel af 2006 svingede den islandske króna således mellem 50 og 80 pr. US$. 
Turister vil generelt ikke føle noget behov for at medbringe islandske krónur, idet selv taxaer accepterer elektronisk betaling. Andre verdensvalutaer er kun meget sjældent gangbare på Island. En undtagelse er dog den internationale lufthavn i Reykjavík/Keflavík, hvor man kan betale med US$. Visse butikker på hovedstrøget i Reykjavík accepterer desuden danske kroner, svenske kroner, amerikanske dollar, britiske pund og euro.